# خوسلو
خوزه لوئیس ماتو سانمارتین (اسپانیایی: Jose Luis Mato؛ زادهٔ ۲۷ مارس ۱۹۹۰) بازیکن فوتبال اهل اسپانیا است که در پست مهاجم برای باشگاه الغرافه قطر در لیگ ستارگان قطر و تیم ملی اسپانیا بازی می‌کند.

## آمار ملی
| اسپانیا | اسپانیا | اسپانیا | اسپانیا |
| سال     | بازی    | گل      | پاس گل  |
| ------- | ------- | ------- | ------- |
| ۲۰۲۳    | ۹       | ۵       | ۱       |
| ۲۰۲۴    | ۳       | ۰       | ۰       |
| مجموع   | ۱۲      | ۵       | ۱       |

### گل‌های ملی
| شماره | تاریخ           | ورزشگاه میزبان | بازی ملی | حریف    | نتیجه | رقابت                         |
| ----- | --------------- | -------------- | -------- | ------- | ----- | ----------------------------- |
| ۱     | ۲۵ مارس ۲۰۲۳    | مالاگا         | ۱        | نروژ    | ۳–۰   | مقدماتی جام ملت‌های اروپا ۲۰۲۴ |
| ۲     | ۲۵ مارس ۲۰۲۳    | مالاگا         | ۱        | نروژ    | ۳–۰   | مقدماتی جام ملت‌های اروپا ۲۰۲۴ |
| ۳     | ۱۵ ژوئن ۲۰۲۳    | انسخده         | ۳        | ایتالیا | ۲–۱   | لیگ ملت‌های اروپا ۲۰۲۳         |
| ۴     | ۱۲ سپتامبر ۲۰۲۳ | گرانادا        | ۶        | قبرس    | ۶–۰   | مقدماتی جام ملت‌های اروپا ۲۰۲۴ |
| ۵     | ۱۶ نوامبر ۲۰۲۳  | لیماسول        | ۹        | قبرس    | ۳–۱   | مقدماتی جام ملت‌های اروپا ۲۰۲۴ |

 ایتالیا [۴_۱]

## افتخارات
رئال مادرید
- لا لیگا (۱): ۲۴–۲۰۲۳
- سوپرجام فوتبال اسپانیا (۱): ۲۰۲۴
- لیگ قهرمانان اروپا (۱): ۲۴–۲۰۲۳

تیم ملی اسپانیا
- لیگ ملت‌های اروپا (۱): ۲۳–۲۰۲۲
- جام ملت‌های اروپا (۱): ۲۰۲۴

فردی
- جایزه زارا (۱): ۲۳–۲۰۲۲